# Корецька міська територіальна громада
Корецька міська громада — територіальна громада в Україні, в Рівненському районі Рівненської области. Адміністративний центр — м. Корець.
Площа громади — 530,4 км², населення — 24 556 осіб (2020).

## Населені пункти
У складі громади 1 місто (Корець) і 33 села:
- Богданівка
- Бриків
- Велика Клецька
- Весняне
- Ганнівка
- Гвіздів
- Голичівка
- Головниця
- Даничів
- Дерманка
- Жадківка
- Забара
- Залізниця
- Калинівка
- Козак
- Коловерти
- Копитів
- Користь
- Крилів
- Мала Клецька
- Морозівка
- Новий Корець
- Новини
- Річечина
- Річки
- Сапожин
- Старий Корець
- Сторожів
- Топча
- Устя
- Франкопіль
- Харалуг
- Черниця